# Prêmio Extra de Televisão de melhor novela
O Prêmio Extra de melhor telenovela (intitulada apenas em 2001 de melhor novela ou minissérie) é um dos prêmios oferecidos durante a realização do Prêmio Extra de Televisão, destinado a melhor telenovela da televisão brasileira.

## Vencedores e indicados
– Vencedora
| Ano  | Novela                     | Autor                                                 | Emissora |
| ---- | -------------------------- | ----------------------------------------------------- | -------- |
| 1998 | Torre de Babel             | Silvio de Abreu                                       | TV Globo |
| 1999 | Terra Nostra               | Benedito Ruy Barbosa                                  |          |
| 2000 | Laços de Família           | Manoel Carlos                                         |          |
| 2001 | Presença de Anita          |                                                       |          |
| 2002 | O Clone                    | Gloria Perez                                          |          |
| 2003 | Mulheres Apaixonadas       | Manoel Carlos                                         |          |
| 2004 | Celebridade                | Gilberto Braga                                        |          |
| 2005 | América                    | Gloria Perez                                          |          |
| 2006 | Páginas da Vida            | Manoel Carlos                                         |          |
| 2007 | Paraíso Tropical           | Gilberto Braga e Ricardo Linhares                     |          |
| 2008 | A Favorita                 | João Emanuel Carneiro                                 |          |
| 2009 | Caminho das Índias         | Gloria Perez                                          | TV Globo |
| 2009 | Bela, a Feia               | Gisele Joras                                          | Record   |
| 2009 | Caras & Bocas              | Walcyr Carrasco                                       | TV Globo |
| 2009 | Paraíso                    | Edmara Barbosa                                        | TV Globo |
| 2009 | Poder Paralelo             | Lauro César Muniz                                     | Record   |
| 2009 | Três Irmãs                 | Antônio Calmon                                        | TV Globo |
| 2010 | Passione                   | Sílvio de Abreu                                       | TV Globo |
| 2010 | Ti Ti Ti                   | Maria Adelaide Amaral                                 | TV Globo |
| 2010 | Viver a Vida               | Manoel Carlos                                         | TV Globo |
| 2010 | Escrito nas Estrelas       | Elizabeth Jhin                                        | TV Globo |
| 2010 | Cama de Gato               | Duca Rachid e Thelma Guedes                           | TV Globo |
| 2010 | Ribeirão do Tempo          | Marcílio Moraes                                       | Record   |
| 2011 | Cordel Encantado           | Duca Rachid e Thelma Guedes                           | TV Globo |
| 2011 | Araguaia                   | Walther Negrão                                        | TV Globo |
| 2011 | Insensato Coração          | Gilberto Braga e Ricardo Linhares                     | TV Globo |
| 2011 | Morde & Assopra            | Walcyr Carrasco                                       | TV Globo |
| 2011 | O Astro                    | Alcides Nogueira e Geraldo Carneiro                   | TV Globo |
| 2011 | Rebelde                    | Margareth Boury                                       | Record   |
| 2012 | Avenida Brasil             | João Emanuel Carneiro                                 | TV Globo |
| 2012 | Amor Eterno Amor           | Elizabeth Jhin                                        | TV Globo |
| 2012 | A Vida da Gente            | Lícia Manzo                                           | TV Globo |
| 2012 | Cheias de Charme           | Filipe Miguez e Izabel de Oliveira                    | TV Globo |
| 2012 | Fina Estampa               | Aguinaldo Silva                                       | TV Globo |
| 2012 | Gabriela                   | Walcyr Carrasco                                       | TV Globo |
| 2013 | Amor à Vida                | Walcyr Carrasco                                       | TV Globo |
| 2013 | Flor do Caribe             | Walther Negrão                                        | TV Globo |
| 2013 | Lado a lado                | João Ximenes Braga e Claudia Lage                     | TV Globo |
| 2013 | Salve Jorge                | Glória Perez                                          | TV Globo |
| 2013 | Sangue Bom                 | Maria Adelaide Amaral e Vincent Villari               | TV Globo |
| 2013 | Saramandaia                | Ricardo Linhares                                      | TV Globo |
| 2014 | Império                    | Aguinaldo Silva                                       | TV Globo |
| 2014 | Boogie Oogie               | Rui Vilhena                                           | TV Globo |
| 2014 | Em Família                 | Manoel Carlos                                         | TV Globo |
| 2014 | Joia Rara                  | Duca Rachid e Thelma Guedes                           | TV Globo |
| 2014 | Meu Pedacinho de Chão      | Benedito Ruy Barbosa                                  | TV Globo |
| 2014 | O Rebu                     | George Moura e Sérgio Goldenberg                      | TV Globo |
| 2015 | Verdades Secretas          | Walcyr Carrasco                                       | TV Globo |
| 2015 | Além do Tempo              | Elizabeth Jhin                                        | TV Globo |
| 2015 | A Regra do Jogo            | João Emanuel Carneiro                                 | TV Globo |
| 2015 | Babilônia                  | Gilberto Braga, Ricardo Linhares e João Ximenes Braga | TV Globo |
| 2015 | Os Dez Mandamentos         | Vívian de Oliveira                                    | Record   |
| 2015 | Sete Vidas                 | Lícia Manzo                                           | TV Globo |
| 2016 | Êta Mundo Bom!             | Walcyr Carrasco                                       | TV Globo |
| 2016 | Escrava Mãe                | Gustavo Reiz                                          | Record   |
| 2016 | Haja Coração               | Daniel Ortiz                                          | TV Globo |
| 2016 | Liberdade, Liberdade       | Mário Teixeira                                        | TV Globo |
| 2016 | Totalmente Demais          | Rosane Svartman e Paulo Halm                          | TV Globo |
| 2016 | Velho Chico                | Benedito Ruy Barbosa e Edmara Barbosa                 | TV Globo |
| 2017 | A Força do Querer          | Glória Perez                                          | TV Globo |
| 2017 | Os Dias Eram Assim         | Ângela Chaves e Alessandra Poggi                      | TV Globo |
| 2017 | Malhação: Viva a Diferença | Cao Hamburger                                         | TV Globo |
| 2017 | Novo Mundo                 | Thereza Falcão e Alessandro Marson                    | TV Globo |
| 2017 | Rock Story                 | Maria Helena Nascimento                               | TV Globo |
| 2017 | Tempo de Amar              | Alcides Nogueira                                      | TV Globo |
| 2018 | Espelho da Vida            | Elizabeth Jhin                                        | TV Globo |
| 2018 | Jesus                      | Paula Richard                                         | Record   |
| 2018 | Orgulho e Paixão           | Marcos Bernstein                                      | TV Globo |
| 2018 | O Outro Lado do Paraíso    | Walcyr Carrasco                                       | TV Globo |
| 2018 | Segundo Sol                | João Emanuel Carneiro                                 | TV Globo |
| 2018 | O Tempo Não Para           | Mário Teixeira                                        | TV Globo |

## Resumo
| Autor                 | Número |
| --------------------- | ------ |
| Manoel Carlos         | 4      |
| Glória Perez          | 4      |
| Walcyr Carrasco       | 3      |
| Gilberto Braga        | 2      |
| João Emanuel Carneiro | 2      |
| Silvio de Abreu       | 2      |

| Autor                 | Número |
| --------------------- | ------ |
| Walcyr Carrasco       | 6      |
| Glória Perez          | 5      |
| Manoel Carlos         | 4      |
| Duca Rachid           | 3      |
| Benedito Ruy Barbosa  | 3      |
| Elizabeth Jhin        | 3      |
| Gilberto Braga        | 3      |
| João Emanuel Carneiro | 3      |
| Silvio de Abreu       | 3      |
| Thelma Guedes         | 3      |
| Aguinaldo Silva       | 2      |
| Edmara Barbosa        | 2      |
| João Ximenes Braga    | 2      |
| Lícia Manzo           | 2      |
| Maria Adelaide Amaral | 2      |
| Ricardo Linhares      | 2      |
| Walther Negrão        | 2      |